# Bouclans
Bouclans és un municipi francès situat al departament del Doubs i a la regió de Borgonya - Franc Comtat. L'any 2007 tenia 953 habitants.

## Demografia

### Població
El 2007 la població de fet de Bouclans era de 953 persones. Hi havia 360 famílies de les quals 75 eren unipersonals (51 homes vivint sols i 24 dones vivint soles), 107 parelles sense fills, 158 parelles amb fills i 20 famílies monoparentals amb fills.
La població ha evolucionat segons el següent gràfic:
Habitants censats

### Habitatges
El 2007 hi havia 399 habitatges, 361 eren l'habitatge principal de la família, 8 eren segones residències i 29 estaven desocupats. 340 eren cases i 58 eren apartaments. Dels 361 habitatges principals, 267 estaven ocupats pels seus propietaris, 80 estaven llogats i ocupats pels llogaters i 14 estaven cedits a títol gratuït; 2 tenien una cambra, 9 en tenien dues, 33 en tenien tres, 78 en tenien quatre i 240 en tenien cinc o més. 315 habitatges disposaven pel capbaix d'una plaça de pàrquing. A 146 habitatges hi havia un automòbil i a 191 n'hi havia dos o més.

### Piràmide de població
La piràmide de població per edats i sexe el 2009 era:
| Homes | Edats   | Dones |
| ----- | ------- | ----- |
| 0     | 95 o +  | 0     |
| 4     | 90 a 94 | 0     |
| 0     | 85 a 89 | 4     |
| 4     | 80 a 84 | 0     |
| 4     | 75 a 79 | 8     |
| 8     | 70 a 74 | 24    |
| 28    | 65 a 69 | 16    |
| 12    | 60 a 64 | 12    |
| 20    | 55 a 59 | 16    |
| 32    | 50 a 54 | 36    |
| 32    | 45 a 49 | 40    |
| 48    | 40 a 44 | 40    |
| 12    | 35 a 39 | 28    |
| 44    | 30 a 34 | 24    |
| 16    | 25 a 29 | 32    |
| 28    | 20 a 24 | 20    |
| 44    | 15 a 19 | 48    |
| 28    | 10 a 14 | 36    |
| 40    | 5 a 9   | 8     |
| 24    | 0 a 4   | 28    |

## Economia
El 2007 la població en edat de treballar era de 608 persones, 473 eren actives i 135 eren inactives. De les 473 persones actives 452 estaven ocupades (241 homes i 211 dones) i 21 estaven aturades (12 homes i 9 dones). De les 135 persones inactives 41 estaven jubilades, 60 estaven estudiant i 34 estaven classificades com a «altres inactius».

### Ingressos
El 2009 a Bouclans hi havia 366 unitats fiscals que integraven 971 persones, la mediana anual d'ingressos fiscals per persona era de 18.392 €.

### Activitats econòmiques
Dels 40 establiments que hi havia el 2007, 1 era d'una empresa extractiva, 2 d'empreses alimentàries, 1 d'una empresa de fabricació de material elèctric, 1 d'una empresa de fabricació d'altres productes industrials, 6 d'empreses de construcció, 9 d'empreses de comerç i reparació d'automòbils, 3 d'empreses de transport, 1 d'una empresa d'hostatgeria i restauració, 1 d'una empresa d'informació i comunicació, 1 d'una empresa financera, 1 d'una empresa immobiliària, 7 d'empreses de serveis, 4 d'entitats de l'administració pública i 2 d'empreses classificades com a «altres activitats de serveis».
Dels 11 establiments de servei als particulars que hi havia el 2009, 1 era una gendarmeria, 1 oficina de correu, 1 una oficina bancària, 1 funerària, 1 taller de reparació d'automòbils i de material agrícola, 2 paletes, 1 fusteria, 1 lampisteria, 1 electricista i 1 perruqueria.
Dels 4 establiments comercials que hi havia el 2009, 1 era una gran superfície de material de bricolatge, 1 una botiga de més de 120 m², 1 una botiga de menys de 120 m² i 1 una fleca.
L'any 2000 a Bouclans hi havia 18 explotacions agrícoles que ocupaven un total de 897 hectàrees.

## Equipaments sanitaris i escolars
L'únic equipament sanitari que hi havia el 2009 era una farmàcia.
El 2009 hi havia una escola elemental.

## Poblacions més properes
El següent diagrama mostra les poblacions més properes.